# 6075 Zajtsev
6075 Zajtsev è un asteroide della fascia principale. Scoperto nel 1976, presenta un'orbita caratterizzata da un semiasse maggiore pari a 3,1512679 UA e da un'eccentricità di 0,1311284, inclinata di 1,34858° rispetto all'eclittica.
L'asteroide prende il nome Aleksandr Leonidovič Zajcev, Chief Scientist di IRE RAS.